# Emberiza socotrana
Emberiza socotrana е вид птица от семейство Овесаркови (Emberizidae). Видът е световно застрашен, със статут Уязвим.

## Разпространение
Видът е разпространен в Йемен.